# Barbacenia graminifolia
Barbacenia graminifolia är en enhjärtbladig växtart som beskrevs av Lyman Bradford Smith. Barbacenia graminifolia ingår i släktet Barbacenia och familjen Velloziaceae. Inga underarter finns listade.